# 蓝翅鸭
蓝翅鸭（学名：Spatula discors），是雁形目鸭科的一种鸟类。

## 特征
蓝翅鸭体重约359.44克，翼长约178.3毫米，嘴峰长约47.3毫米，喙宽度约15.6毫米，喙厚度约12.6毫米，跗蹠长约29.1毫米，尾长约66.7毫米。蓝翅鸭是候鸟，其栖息在开放的湖泊、沼泽等湿地环境中，食性为杂食性，主要食物来源是水生植物。

## 分布
北美洲；冬季在美国南部至阿根廷中部越冬。